# Thái Bá Du
Thái Bá Du (1521-1602) là một danh thần thời Hậu Lê trong lịch sử Việt Nam. Ông là một võ tướng lập nhiều công trạng cho triều đại này trong cuộc chiến Lê-Mạc phân tranh. Ông được triều đình phong tặng danh hiệu Thái phó Chân Quận công Trung đẳng Đại vương.

## Thân thế
Chân Quận công Thái Bá Du sinh năm Tân Tỵ (1521) đời vua Lê Chiêu Tông), nguyên quán tại xứ Yên Trường, huyện Lương Sơn, thuộc Châu Hoan, Đại Việt (nay thuộc xã Yên Sơn, huyện Đô Lương, tỉnh Nghệ An). Ông là con trai trưởng của Chưởng vệ sự Thắng Sơn hầu Thái Bá Tộc.
Nguyên tổ của ông là Thái Bá Đội, từ Vân Nam (Trung Quốc), đến ngụ ở Đông Triều vào năm 1350. Đời sau của dòng họ nổi tiếng là danh tướng của triều Lê Trung hưng. Ông nội ông là Thiên tổng binh sứ trấn Nghệ An, Thiên Khánh hầu Thái Bá Lịch. Bác ruột của ông là Thái Quang Trị cũng làm đến chức Vệ úy của triều Lê.

## Sự nghiệp võ công
Xuất thân trong gia tộc làm tướng, ông được thừa hưởng sự giáo dục của gia đình về nghiệp binh. Thời trẻ, ông theo gia phụ Thái Bá Tộc chinh chiến trấn áp các cuộc nổi dậy dưới triều Lê Trang Tông, được khen ngợi là dũng lược mưu trí và can đảm hơn người. Năm Nguyên Hòa thứ 7 (1540), ông được phong chức Cai cơ, tước Nhân Lý hầu. Năm Nguyên Hòa thứ 10 (1543), ông là thuộc tướng của Hữu tướng Thái úy Vinh Quốc công Hoàng Đình Ái đem quân xuống phía tây nam, đánh Mạc Kính Chương ở Phương Canh (Thọ Xuân, Thanh Hóa). Khi thắng lợi về triều, ông được vua Lê Trang Tông khen ngợi và phong làm Phụ quốc Thượng tướng quân, tước Nhân Lý hầu.
Năm Nguyên Hòa thứ 14 (1547), tướng Nhà Mạc là Thái úy Sùng Quốc công Trịnh Kiều đánh vào huyện Vĩnh Lộc (Thanh Hóa), ông được giao ấn tiên phong, đánh trận đầu thắng lợi, được vua khen thưởng 4 phiến bài vàng và phong làm Cẩm uy vệ, Đô Chỉ huy sứ, Ti Đô Chỉ huy sứ, tước Nhân Quận công.
Thời Lê Anh Tông, năm Chính trị thứ 13 (1570), ông cùng với Tấn Quốc công Nguyễn Cảnh Hoan đem quân chia làm 3 cánh tấn công quân Mạc, giành thắng lợi lớn ở Thanh Hóa và Nghệ An, được thăng phong làm Cẩm y Vệ, Chưởng vệ sự, Nhân Quận công. Cuối năm Hồng Phúc thứ 1 (1572), ông thống lĩnh quân Hậu Lê đánh thủy chiến với quân Mạc, giành thắng lợi, được thăng phong Bắc quân Đô đốc Phủ, Đô đốc Đồng tri, Nhân Quận công.
Thời vua Lê Thế Tông, năm Gia Thái thứ 3 (1576), Thạch Quận công Nhà Mạc là Nguyễn Quyện đem quân tấn công Hoan Châu. Ông cùng Tấn Quốc công Nguyễn Cảnh Hoan và Lai Quận công Phan Công Tích (cũng là con rể của ông) đem quân phản công. Trong trận này, ông dẫn theo 8 người con trai là Thái Bá Kỳ, Thái Bá Phiên, Thái Bá Tỉnh, Thái Bá Chiến, Thái Bá Hộ, Thái Bá Phúc, Thái Bá Vinh và Thái Bá Đức cùng lập công. Vua ban chiếu chỉ khen ngợi "Chân quận công Thái Bá Du giúp nước nhà, công nghiệp lớn lao thật không phụ trách nhiệm", cho hưởng bổng lộc của hai huyện và trấn, phong hàm Thiếu bảo, tước Chân Quận công.
Vào năm Quang Hưng thứ 15 (1593), vua sai ông cùng các con và Thư quận công Nguyễn Cảnh Kiên theo Bình An vương Trịnh Tùng dẫn binh tấn công Nhà Mạc nhằm chiếm lại Đông Kinh. Trong trận quyết định ở Cầu Dền, với thế áp đảo về quân số, quân Hậu Lê giành thắng lợi lớn, bắt sống vua Mạc cuối cùng là Mạc Mậu Hợp. Đóng góp không nhỏ cho chiến thắng này là đạo quân của Thái Bá Du và các con trai của mình. Vì vậy, vua Lê gia thưởng cho ông hàm Thiếu phó, tước Chân Quận công

## Một nhà vinh hiển
Không chỉ riêng Thái Bá Du, ngoài em ruột là Chi Thụ Cai cơ Lương Xá hầu Thái Bá Nguyên và em rể là Thiếu Bảo Yên Quận công (không rõ tên), cả nhà ông đều góp sức cho triều đình, được vua ban cho nhiều ân sủng.
Ông có tám người con trai. Cả tám người đều là dũng tướng Nhà Lê. Có một người là Phò mã, 2 người là Quận mã, cả ba đều được phong tước Quận công. Năm người còn lại đều được phong tước hầu.
1. Thái Bá Kỳ, Phò mã, Thái bảo Kim Quận công. Được vua Lê gả con gái là Đoan Trang Công chúa (không rõ tên). Khi mất, được phong làm "Chí Dũng Trung đẳng Đại vương", được dựng đền thờ chính ở xã Kim Lai, huyện Đông Triều, tỉnh Quảng Ninh ngày nay.
2. Thái Bá Phiên, Chi thụ Cai cơ Nam Dương hầu.
3. Thái Bá Tĩnh, Điện tiền Đô Chỉ huy Sứ, Vạn Sơn hầu.
4. Thái Bá Chiên, Quận mã, Phò mã Thái úy Hoành Quận công. Được Chúa Trịnh gả con gái là Hiệu Từ Quận chúa (không rõ tên). Khi mất được phong "Dũng Lược Trung đẳng Đại vương", được dựng đền thờ ở xã Vĩnh Phúc, Vĩnh Lộc, Thanh Hóa ngày nay.
5. Thái Bá Hộ, Cai cơ Tuấn Lộc hầu.
6. Thái Bá Phúc, Cai cơ Văn Lộc hầu.
7. Thái Bá Vinh, Quận mã, Phò mã Thiếu úy, Tuệ Quận công. Được Chúa Trịnh gả con gái là Hiệu (khuyết) Quận chúa (không rõ tên). Đền thờ ở xã Đại Lai, Vĩnh Lộc, Thanh Hóa ngày nay.
8. Thái Bá Đức, Phó Thuận hầu. Đền thờ ở xã Quỳnh Văn, huyện Quỳnh Lưu, Nghệ An ngày nay.

Ngay cả sáu người con gái của ông cũng được gả vào nhà quyền quý:
1. Thái Ngọc Thụy, gả cho vua Lê Anh Tông
2. Thái Ngọc Quỳnh, gả cho chúa Triết vương Trịnh Tùng
3. Thái Ngọc Bảo, gả cho vua Lê Thế Tông
4. Thái Ngọc Phi, gả cho Thế Quận công (không rõ tên, có lẽ là Ngô Cảnh Hựu)
5. Thái Ngọc Nhuận, ban đầu gả cho Lai Quận công Phan Công Tích, một danh tướng Nhà Hậu Lê. Sau khi Phan Công Tích tử trận năm 1575, bà được gả cho Liêu Quận công (không rõ tên, có lẽ là Vũ Đình Trác).
6. Thái Ngọc Điềm, gả cho con trai Tấn Quốc công Nguyễn Cảnh Hoan (không rõ tên).

## Tôn vinh
Thái Bá Du một đời chinh chiến lập công cho Nhà Lê Trung Hưng, 19 tuổi đã được phong tước hầu, hơn 60 năm cầm quân đánh Nhà Mạc, phụng sự qua 5 đời vua, lập nhiều công lao trong việc thu phục lại giang sơn cho Nhà Lê. Ngày 16 tháng 10 (âm lịch) năm Hoằng Định thứ 2 (1602), ông bệnh nặng và qua đời khi đã 82 tuổi. Vua Lê Kính Tông tỏ lòng thương tiếc, sắc phong ông là "Hùng Dũng Đại vương, Tiền Dương Vũ Uy Dũng Công thần, Đặc tiến Phụ quốc Thượng tướng quân, Cẩm y vệ Chưởng vệ sự, Quân Đô đốc, Thái tử Thái phó, Chân Quận công", ban cho thụy là "Tài Lược Cương Chính phủ quân, Hùng Dũng Trung đẳng Đại vương".
- Năm Hoằng Định thứ 15 (1615), vua gia phong hàm Thái bảo.
- Năm Phúc Thái thứ 4 (1647), vua gia phong hàm Thái phó.
- Năm Phúc Thái thứ 6 (1649), gia tặng thêm thành hàm Tả Tư mã, Thái phó, Chân Quận công.
- Năm 1996, Chính phủ Việt Nam công nhận Đền thờ Thái Bá Du tại Yên Sơn, huyện Đô Lương, tỉnh Nghệ An là Di tích lịch sử văn hoá cấp quốc gia. Mộ ông được an táng tại xã Công Thành, huyện Yên Thành, tỉnh Nghệ An, Việt Nam.

## Hình ảnh

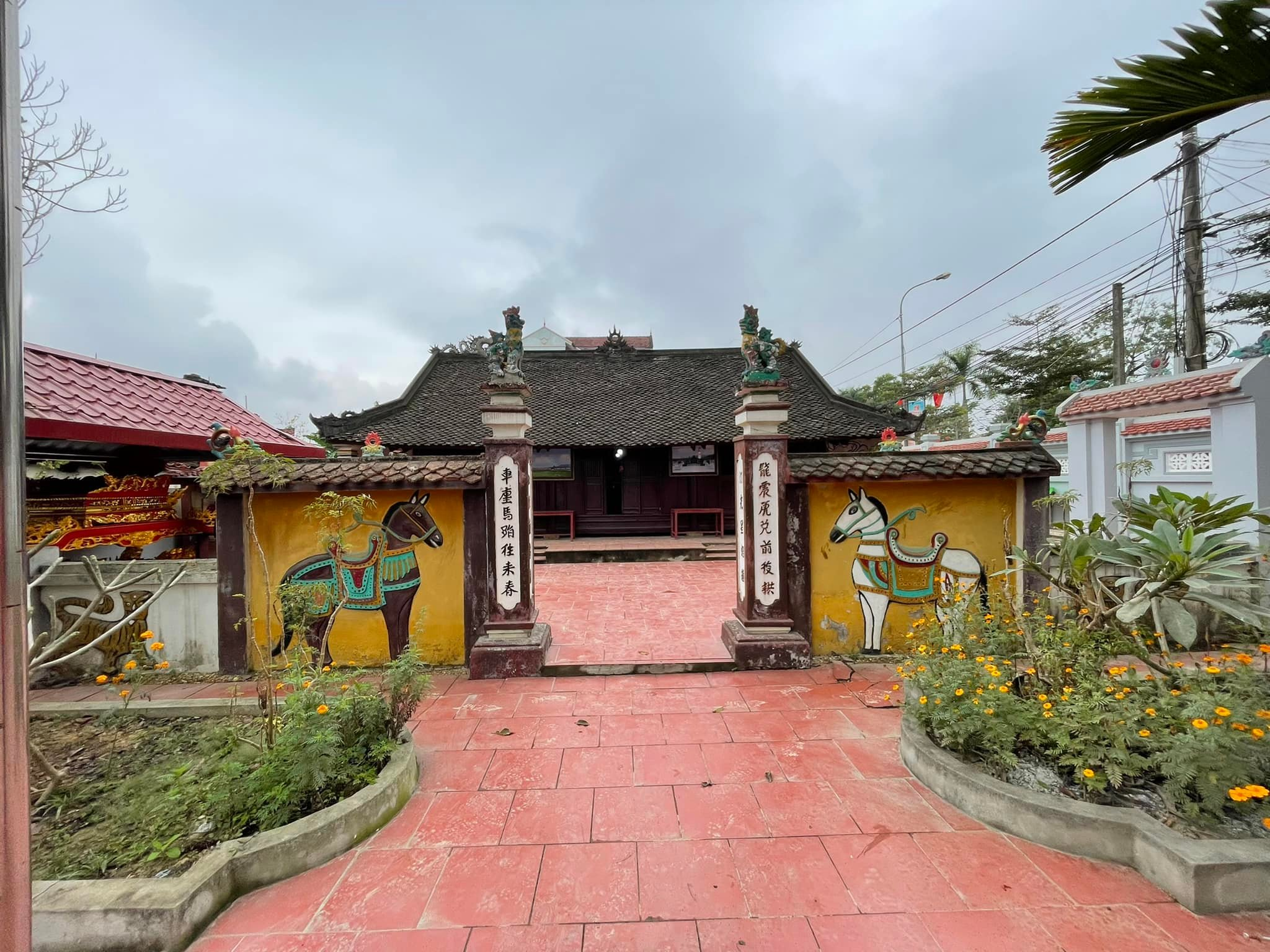
Đền thờ cụ Thái Bá Du tại Yên Sơn, huyện Đô Lương, tỉnh Nghệ An.
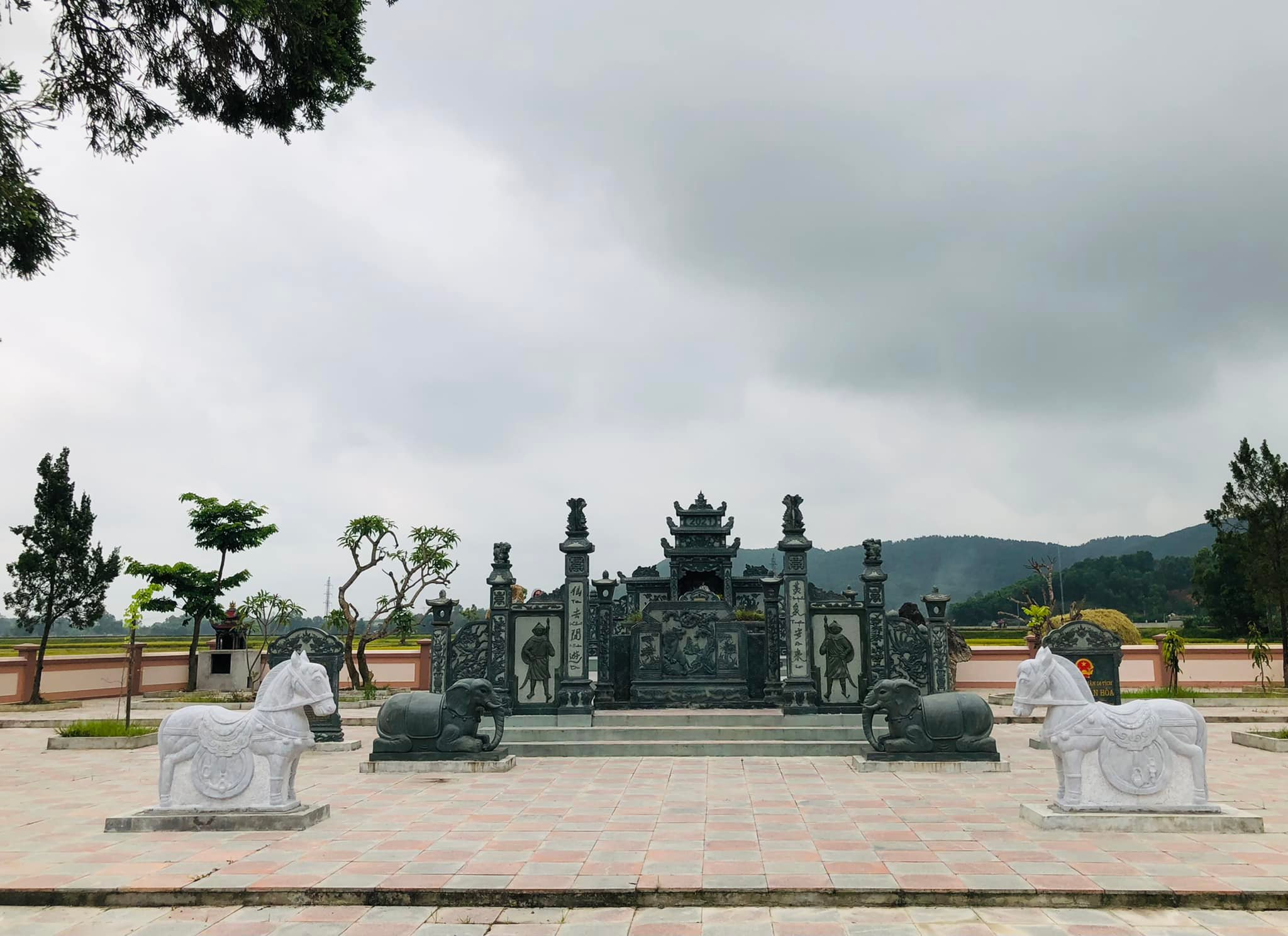
Mộ cụ Thái Bá Du tại xã Công Thành, huyện Yên Thành, tỉnh Nghệ An.